# Henry Lucas

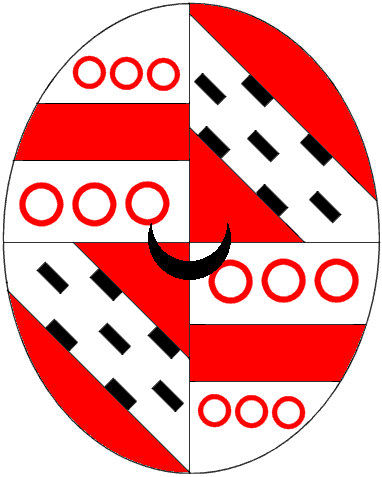
Basão de armas de "Lucas Hospital"

O reverendo Henry Lucas (1610 - julho  de 1663) foi um clérigo e político inglês que ocupou Câmara dos Comuns entre 1640 e 1648.

## Vida
Lucas estudou na faculdade de St John, Cambridge . Tornou-se secretário de Henry Rich, 1º Conde da Holanda . Em abril de 1640, foi eleito membro do Parlamento pela Universidade de Cambridge , no Parlamento Curto . Ele foi re-eleito deputado para a Universidade de Cambridge para o Parlamento Longo, em Novembro de 1640. Henry foi excluído do parlamento em 1648 sob a Purge do Pride.
Lucas morreu solteiro em Chancery Lane, Londres, e foi sepultado na Igreja do Templo, na mesma cidade, em 22 de julho 1663. Ele é lembrado por ter sido um grande bem-feitor.

## Outras Informações
-Em 1663, Lucas criou a cadeira de Professor lucasiano na Universidade de Cambridge.
-Em seu testamento, Lucas fundou a Henry Lucas Caridade com um legado de £7.000, para ser gasto na construção de um asilo para os velhos.
-Lucas também deixou sua coleção de 4.000 livros para a Biblioteca da Universidade de Cambridge.